# Leopold Gebel
Leopold Albin Gebel (ur. 20 sierpnia 1889 w Nowym Targu, zm. 15 lipca 1954 w Londynie) – podpułkownik dyplomowany administracji (piechoty) Wojska Polskiego.

## Życiorys
Urodził się 20 sierpnia 1889 w Nowym Targu. W 1909 ukończył Gimnazjum im. Króla Jana Sobieskiego w Krakowie. Absolwent wydziału prawa Uniwersytetu Jana Kazimierza we Lwowie.
Jako kadet rezerwowy c. i k. armii od stycznia 1914 został mianowany chorążym rezerwy, przydzielony do c. i k. 20 pułku piechoty. U schyłku I wojny światowej działał w konspiracyjnej organizacji „Wolność” (współpracował m.in. z Józefem Gizą), na przełomie października/listopada 1918 w stopniu porucznika jako adiutant batalionu zapasowego 20 pułku piechoty kierował w Tarnowie przewrotem wojskowym.
Po odzyskaniu przez Polskę niepodległości wstąpił do Wojska Polskiego. 3 maja 1922 roku został zweryfikowany w stopniu majora ze starszeństwem z dniem 1 czerwca 1919 roku i 494. lokatą w korpusie oficerów piechoty. 1 listopada 1924 roku został przydzielony z Komendy Placu Zakopane do 1 pułku strzelców podhalańskich w Nowym Sączu z jednoczesnym „odkomenderowaniem” do Wyższej Szkoły Wojennej w Warszawie, w charakterze słuchacza IV Kursu Doszkolenia. 15 października 1925 roku, po ukończeniu kursu i otrzymaniu dyplomu naukowego oficera Sztabu Generalnego, został przydzielony do Inspektoratu Armii Nr IV w Krakowie na stanowisko referenta. W 1928 roku był dowódcą I batalionu 38 pułku piechoty Strzelców Lwowskich w Przemyślu. 12 marca 1929 roku został przeniesiony do 20 pułku piechoty w Krakowie na stanowisko zastępcy dowódcy pułku. 24 grudnia 1929 roku został awansowany na podpułkownika ze starszeństwem z 1 stycznia 1930 roku i 2. lokatą w korpusie oficerów piechoty. 26 marca 1930 roku został przeniesiony do Biura Ogólno Administracyjnego Ministerstwa Spraw Wojskowych w Warszawie na stanowisko szefa wydziału. Następnie został przeniesiony do korpusu oficerów administracji. W marcu 1939 roku pełnił służbę w Biurze Administracji Armii Ministerstwa Spraw Wojskowych na stanowisku zastępcy szefa biura. W tym czasie, w stopniu podpułkownika ze starszeństwem z 1 stycznia 1930, zajmował 1. lokatę w korpusie oficerów administracji, grupa administracyjna. Równocześnie pełnił funkcję sekretarza Tymczasowego Komitetu Doradczo-Naukowego, ciała powołanego w 1933.
W maju 1928 portret Leopolda Gebela wykonał artysta malarz Stanisław Ignacy Witkiewicz (dzieło trafiło później do Muzeum Pomorza Środkowego w Słupsku). Leopold Gebel zamieszkiwał przy ulicy Ignacego Boernera 43 w Warszawie. Przewodniczył Komitetowi Budowy Kościoła Matki Bożej Ostrobramskiej w Boernerowie (dzielnica Warszawa-Bemowo), a w 1936 ofiarował jako dar wotywny do świątyni obraz Matki Boskiej Ostrobramskiej (w kościele funkcjonuje od końca XX wieku cywilno-wojskowa parafia Matki Bożej Ostrobramskiej). Pełnił funkcję prezesa Klubu Sportowego Warszawianka.
Po wybuchu II wojny światowej brał udział w kampanii wrześniowej 1939, po czym przedostał się na Zachód, po wojnie pozostał na emigracji w Wielkiej Brytanii i zmarł 15 lipca 1954 w Londynie.

## Ordery i odznaczenia
- Krzyż Oficerski Orderu Odrodzenia Polski (11 listopada 1936)[27][28]
- Krzyż Kawalerski Orderu Odrodzenia Polski (2 maja 1923)[29][30][31]
- Krzyż Walecznych (dwukrotnie)
- Złoty Krzyż Zasługi (dwukrotnie: 10 listopada 1928[32], 10 listopada 1938[33])
- Medal Niepodległości (2 sierpnia 1931)[34][35]
- Medal Pamiątkowy za Wojnę 1918–1921[36]
- Medal Dziesięciolecia Odzyskanej Niepodległości[36]
- Złota Odznaka Honorowa Ligi Obrony Powietrznej i Przeciwgazowej I stopnia[37]